# College (universiteit)
De klassikale lessen die men als student aan een universiteit of hogeschool volgt, worden colleges genoemd.

Er zijn twee soorten colleges, maar ook mengvormen komen voor:
- Hoorcollege
- Werkcollege

Soms wordt met de term "college" ook een compleet vak bedoeld, in plaats van een afgebakende les van enkele uren.

## Gastcollege
Een gastcollege is een college dat door iemand van buiten de eigen onderwijsinstelling gegeven wordt. Degene die zo'n college geeft, wordt meestal aangeduid als gastdocent, gasthoogleraar of gastspreker.